# Tarantula (singel)
Tarantula – pierwszy singel zespołu Smashing Pumpkins z ich szóstej płyty Zeitgeist. Piosenka została pierwszy raz puszczona na radiu KROQ 18 maja 2007, niedługo później piosenka pojawiła się na internecie. Oficjalna premiera w iTunes miała miejsce 21 maja 2007. W Wielkiej Brytanii premiera singla odbyła się 2 lipca 2007 r. Słowa napisał Billy Corgan. Długość piosenki wynosi 3:47.

## Oddźwięk
Singel odniósł niewielki sukces. Jego najwyższa pozycja na liście Billboardu to miejsce 54, w Wielkiej Brytanii 83.
W Polsce na Liście Przebojów Programu III utwór znalazł się na 41. pozycji, będąc notowanym 15 razy.

## Kontrowersje
Okładkę singla zdobi czarno-biały fotomontaż. Na pierwszym planie znajduje się Paris Hilton, która trzyma w ręku BlackBerry z okładką płyty Zeitgeist na wyświetlaczu, z grzybem atomowym w tle. Wizerunku uźyto prawdopodobnie bez zgody zainteresowanej.